# Шибани
Шибани́ (рос. Шибаны) — присілок у складі Юр'янського району Кіровської області, Росія. Входить до складу Мідянського сільського поселення.
Населення становить 2 особи (2010, 4 у 2002).
Національний склад станом на 2002 рік — росіяни 100 %.